# 东城街道 (盖州市)
东城街道，是中华人民共和国辽宁省营口市盖州市下辖的一个乡镇级行政单位。

## 行政区划
东城街道下辖以下地区：
农民村、繁荣村、新华村、门屯村、红旗园村、线沟村、红花峪村、刘屯村、麻麦村、胡屯村、巴岭村、虎斗马峪村、张郎寨村、古台子村、白果村、北山嘴村、松树底村、路西村和路东村。